# Lusakert
Lusakert (in armeno Լուսակերտ?) è un comune di 713 abitanti (2001) della provincia di Shirak in Armenia.